# Serafino Cellini
Serafino Cellini (Ascoli Piceno, 29 dicembre 1921 – Colle San Marco, 3 ottobre 1943) è stato un aviatore e partigiano italiano, Medaglia d'oro al valor militare alla memoria.

## Biografia
Arruolato in Aeronautica nel 1941, prestò servizio prima presso il 52º Stormo a Ciampino Sud e poi, dal marzo 1943, all'aeroporto militare di Tarquinia. Subito dopo l'armistizio decise di entrare nella Resistenza e, raggiunto l'Ascolano, entrò nelle file della formazione "Patrioti del Colle San Marco". Cadde in uno dei primi scontri con i tedeschi in località La Croce.
Una via di Ascoli Piceno porta il nome di Serafino Cellini.